# Maurice Giro
Maurice Giro est un homme politique français, né le 28 avril 1932 à Salon-de-Provence (Bouches-du-Rhône).

## Biographie
Il est élu député le 16 juin 2002, pour la XIIe législature (2002-2007), dans la deuxième circonscription de Vaucluse. Il fait partie du groupe UMP.
Maurice Giro est membre de la Commission des affaires culturelles, familiales et sociales et de la Mission d'information sur les risques et les conséquences de l'exposition à l'amiante.
Le 10 mai 2007, Maurice Giro se présente en candidat dissident de l'UMP aux élections législatives face au candidat investi Jean-Claude Bouchet. Il n'obtient que 14,26 % des suffrages exprimés au premier tour de cette élection et ne peut en conséquence se maintenir au second tour.

## Mandats
- Du 3 octobre 1988 au 16 juillet 2002 : membre du Conseil général de Vaucluse
- Du 19 juin 2002 au 19 juin 2007 : député de Vaucluse pour la 2e circonscription[1]
- De mars 1992 au 16 mars 2008 : maire de Cavaillon (Vaucluse)

### Domaine diplomatique
Il était membre du groupe d'études sur le problème du Tibet de Assemblée nationale.